# 橘村 (佐賀県)
橘村（たちばなむら）は、佐賀県杵島郡にあった村。現在の武雄市の一部にあたる。

## 地理
潮見山と杵島山に挟まれた武雄盆地の南に位置していた。

## 歴史
- 1889年（明治22年）4月1日、町村制の施行により、杵島郡大日村、片白村（二俣を除く）、永島村（花島・溝ノ上を除く）、芦原村（一部、成瀬）が合併して村制施行し、橘村が発足[1][2]。旧村名を継承した大日、片白、永島、芦原の4大字を編成[2]。
- 1949年（昭和24年）橘村公民館開設[2]
- 1954年（昭和29年）4月1日、杵島郡武雄町、朝日村、武内村、東川登村、西川登村、若木村と合併し、市制施行し武雄市を新設して廃止された[1][2]。合併後、武雄市大字大日・片白・永島・芦原となる[2]。

### 地名の由来
当村、潮見の潮見神社の祭神は橘奈良麿（橘奈良麻呂）で、中世、この地方の総地頭であった橘薩摩の名をとってつけられた。

## 産業
- 農業、窯業[2]

## 教育
- 1892年（明治25年）尋常橘小学校を橘尋常小学校に改称[2]。1900年（明治33年）高等科を併設し橘尋常高等小学校となる[2]。1941年（昭和16年）橘村立国民学校に改称[2]。1947年（昭和22年）橘小学校に改称[2]。